# سروشتانوف
سروشتانوف (انگلیسی: Seroshtanov) یک شهرک در بخش آلکسیفسکی استان بلگورود کشور روسیه است.